# Dorotea Sibilla di Brandeburgo
Dorotea Sibilla di Brandeburgo (Berlino, 19 ottobre 1590 – Brzeg, 9 marzo 1625) è stata una nobildonna tedesca.

## Biografia

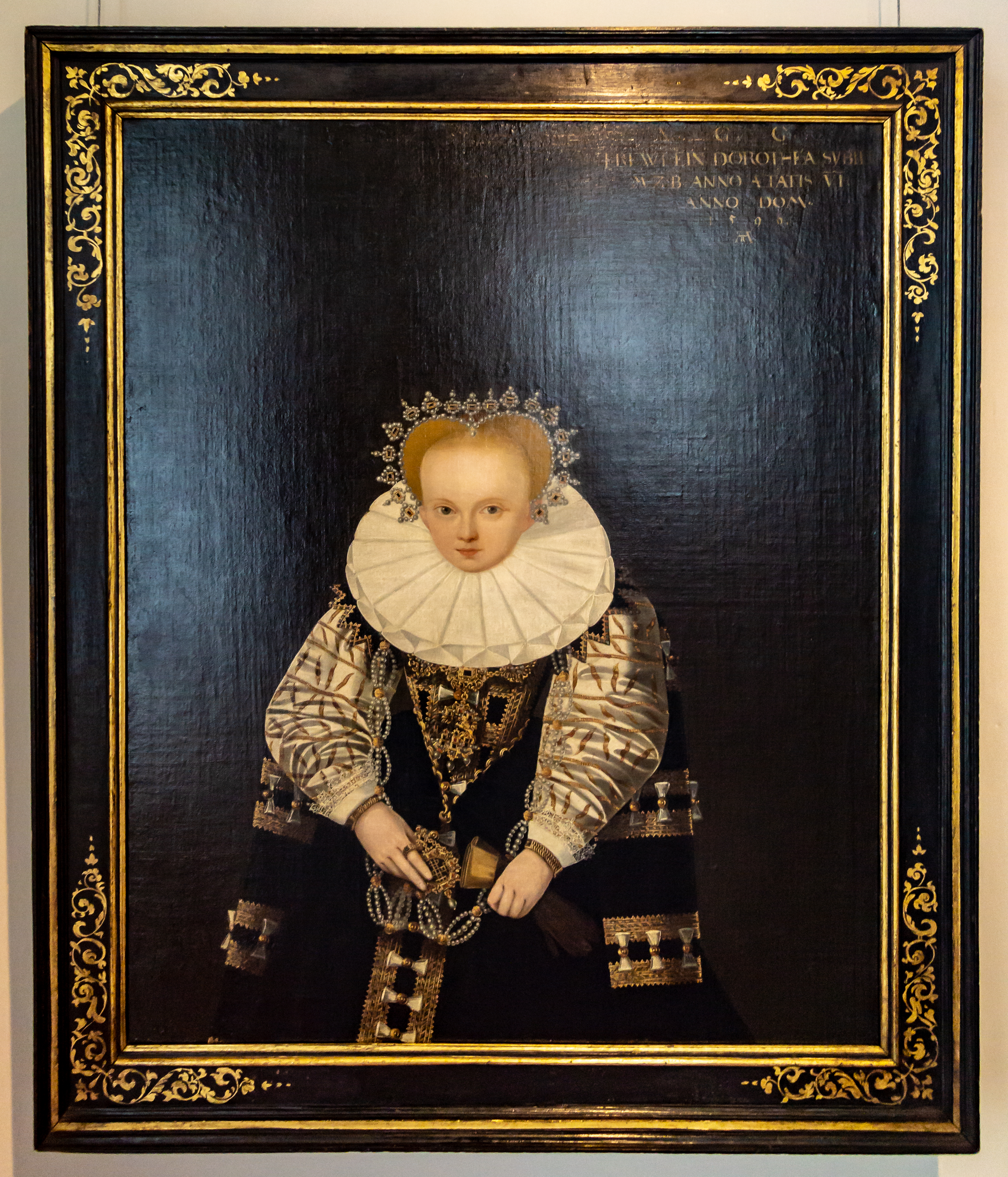
Dorotea Sibilla ritratta nel 1596 da Andreas Riehl il Giovane, Jagdschloss Grunewald

La margravina Dorotea Sibilla nacque nel 1590, come settimogenita di Giovanni Giorgio di Brandeburgo e di Elisabetta di Anhalt-Zerbst.
Dopo la morte del padre venne cresciuta a Krosno Odrzańskie, dove conobbe Giovanni Cristiano di Brieg, che sposò il 12 dicembre 1610.
Nel 1830 furono pubblicati da Brieg Syndicus Koch i ricordi sulla vita della duchessa tratti dal diario di un contemporaneo, Valentin Gierth; nel 1838 lo storico Heinrich Wuttke rivelò che si trattava di un'opera di invenzione.